# Années 710 av. J.-C.
Les années 710 av. J.-C. couvrent les années de 719 av. J.-C. à 710 av. J.-C.

## Événements
- Vers 720/715 : fondation de Sybaris[1] sur le golfe de Tarente, près de l'embouchure du Crathis (actuel Crati), par des Achéens.
- 720-715 av. J.-C. : règne du pharaon de la XXIVe dynastie saïte Bocchoris (Bakenranef), fils de Tefnakht. Il ne peut s’opposer à la reconquête koushite. Il se dresse contre les Assyriens qui progressent en Asie en favorisant un soulèvement en Palestine. Mais le corps expéditionnaire égyptien est battu[2]. Bocchoris est considéré comme un législateur important par Diodore de Sicile mais son règne laisse peu de traces en Égypte. La tradition grecque (Manéthon) rapporte que le Koushite Chabaka l’aurait déposé et condamné au bûcher[3].
- 720-697 av. J.-C. : règne de Zhou Huanwang deuxième roi des Zhou Orientaux en Chine[4].
- 717-699 av. J.-C. : règne de Shutruk-Nahhunte II, roi d’Élam[5].
- 717 av. J.-C. : Sargon II fonde sa capitale Dur-Sharrukin[5].
- 717-712 av. J.-C. : Sargon II d'Assyrie annexe Karkemish, le Tabal et la Commagène[5].

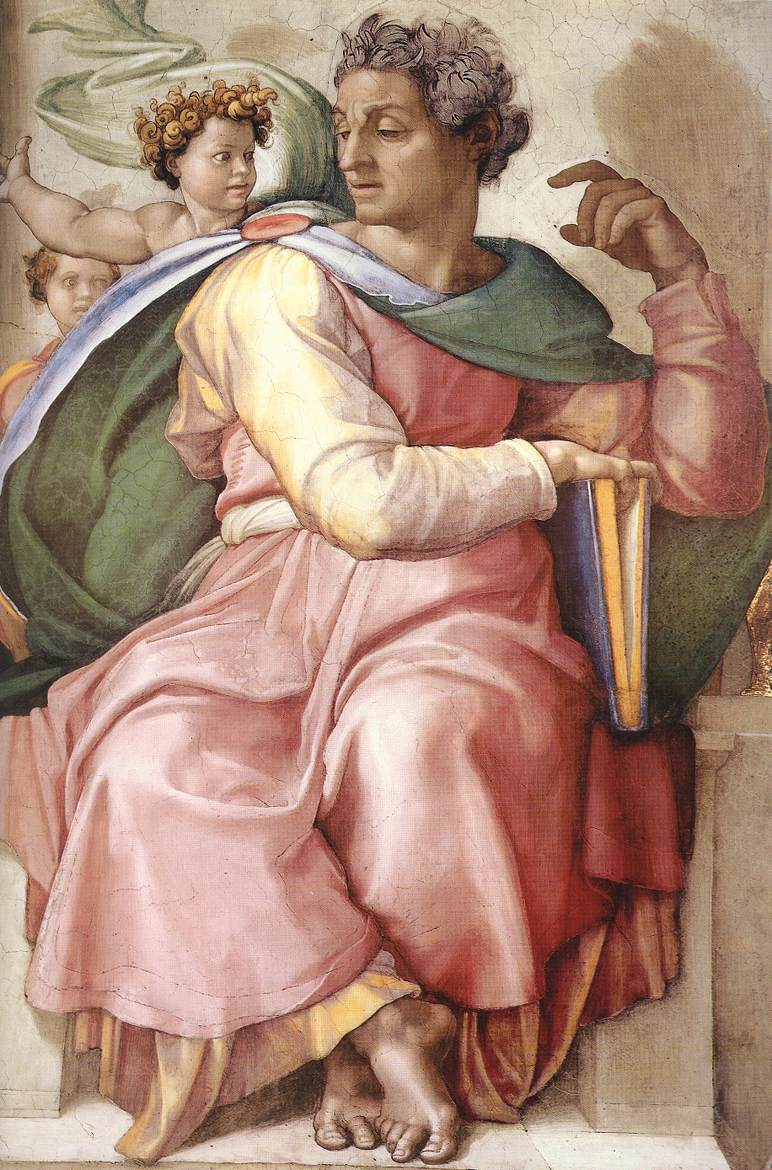
Michel-Ange, Isaîe, Fresques de la Chapelle Sixtine

- 716-687 av. J.-C. : règne d’Ézéchias (Hizqiyahu), roi de Juda[5]. Ézéchias réorganise l’armée, restaure le culte de Yahvé et prend conseil d’Isaïe. Tous les lieux de culte traditionnels sont supprimés, hormis le temple de Jérusalem. Les stèles et les autels sont brisés, les arbres sacrés arrachés. Cette réforme radicale, liée à la réorganisation des fonctions des prêtres et des lévites au temple de Jérusalem, est accompagnée d’une invitation adressée aux israélites à venir célébrer la Pâque à Jérusalem. Pour faciliter la réunification religieuse avec l’ancien royaume d'Israël, Ézéchias fait recueillir les traditions littéraires du Nord pour les fusionner avec celles de Jérusalem (rédaction « JE » et première rédaction du Deutéronome). La réunification religieuse est accompagnée d’une réforme administrative et fiscale : la dîme doit être apportée aux magasins royaux du Temple de Jérusalem. Du fait de cette centralisation, la collecte laisse un surplus abondant après la redistribution aux prêtres et aux lévites. Ézéchias dispose ainsi de réserves importantes de blé, de vin et d’huile qu’il utilise soit pour le commerce international avec l’Égypte et la Phénicie, soit pour l’intendance de l’armée en cas de guerre. Avec la prospérité et la mise en valeur des grands domaines royaux, Juda connaît une tendance à la disparition de la petite propriété familiale (nahalâh), rachetée par de grands propriétaires. Ce phénomène s’accompagne d’un afflux de population dans les villes, renforcé par les réfugiés venus de l’ancien royaume de Samarie. Jérusalem connaît une expansion importante qui nécessite la construction d’une nouvelle muraille[6].

- 716 av. J.-C. : fondation en Sicile, par des colons de Zancle, de la cité de Mylai[7].

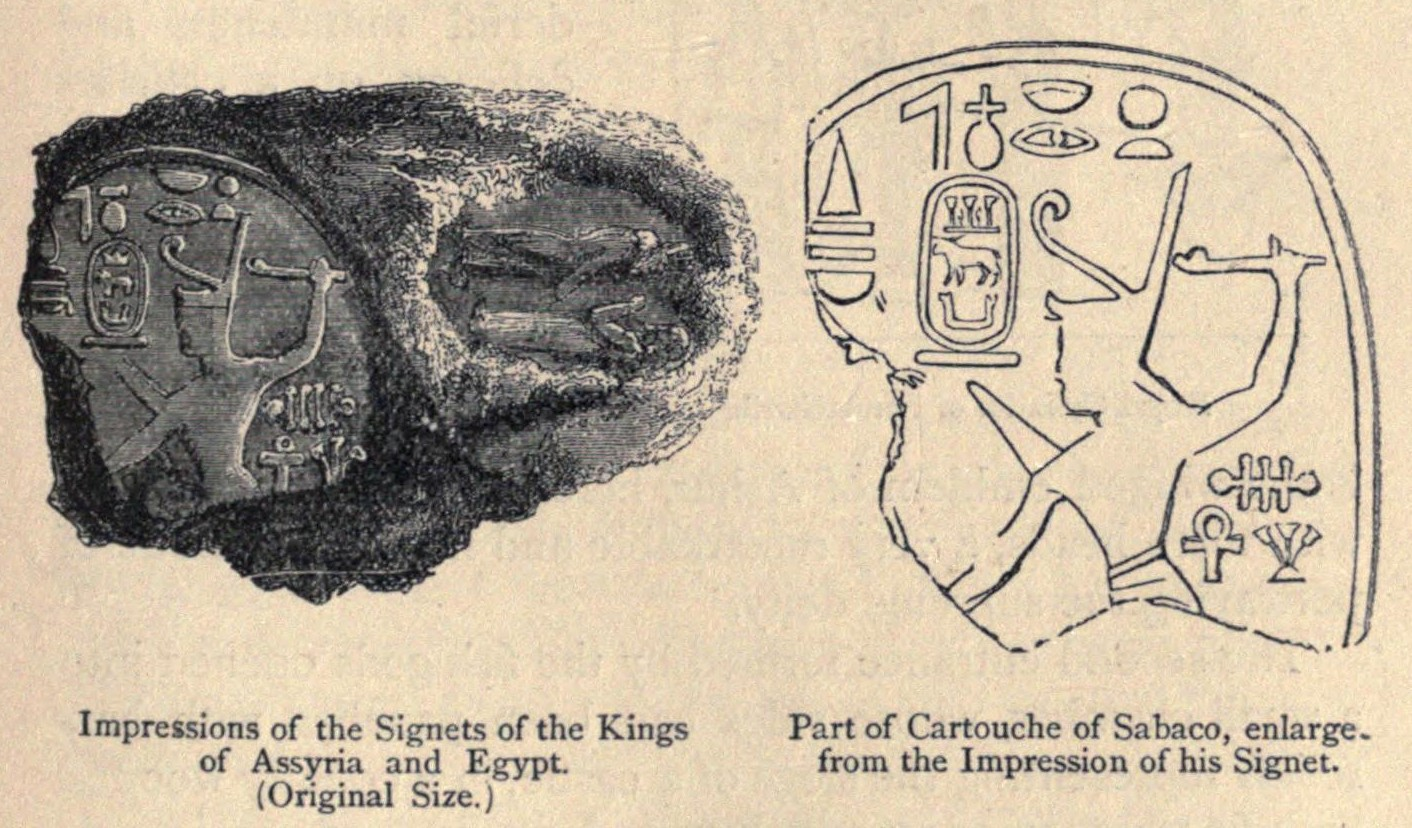
Empreinte des sceaux des rois Sennachérib d’Assyrie et Chabaka d’Égypte découverte à Ninive.

- 716-701 av. J.-C. : règne en Égypte de Chabaka, pharaon de la XXVe dynastie koushite[5]. Chabaka, frère de Piânkhy (Peyé), fait de Thèbes sa capitale et reconquiert le pouvoir sur toute l’Égypte (715 av. J.-C.). Il est le premier souverain koushite à être représenté avec deux uræus à son front, symbole de son pouvoir sur les royaumes koushite et égyptien. L’autorité effective du roi de Napata sur le delta semble avoir été fluctuante. Les princes locaux, surtout ceux de Saïs, reprennent rapidement une certaine autonomie. Chabaka montre peu d’intérêt pour les affaires proches-orientales, et prend d’abord son parti de l’expansion assyrienne en Palestine, composant même avec elle, livrant des princes réfugiés en Égypte[2].

- 7 juillet 715 av. J.-C. : éclipse solaire marquant la mort de Romulus selon les historiens anciens[8]. Selon la légende, Romulus disparaît un jour d’orage devant le peuple rassemblé au Champ de Mars. Il serait devenu un dieu et un culte lui est rendu sous le nom de Quirinus. Il réapparaît pour annoncer que le désir des dieux est que Rome devienne capitale du monde[9].
- 715-672 av. J.-C. : règne de Numa Pompilius, roi sabin de Rome, selon la tradition[10]. Inspiré par la nymphe Égérie, il organise la vie civile et religieuse à Rome (collège des saliens, vestales, pontifes, fétiaux, division de l’année en 12 mois…). Il crée les collegia d’artisans (associations professionnelles). Sous son règne est construit le temple de Janus, dieu de la guerre, au nord du Forum[11].

- 714 av. J.-C. : 

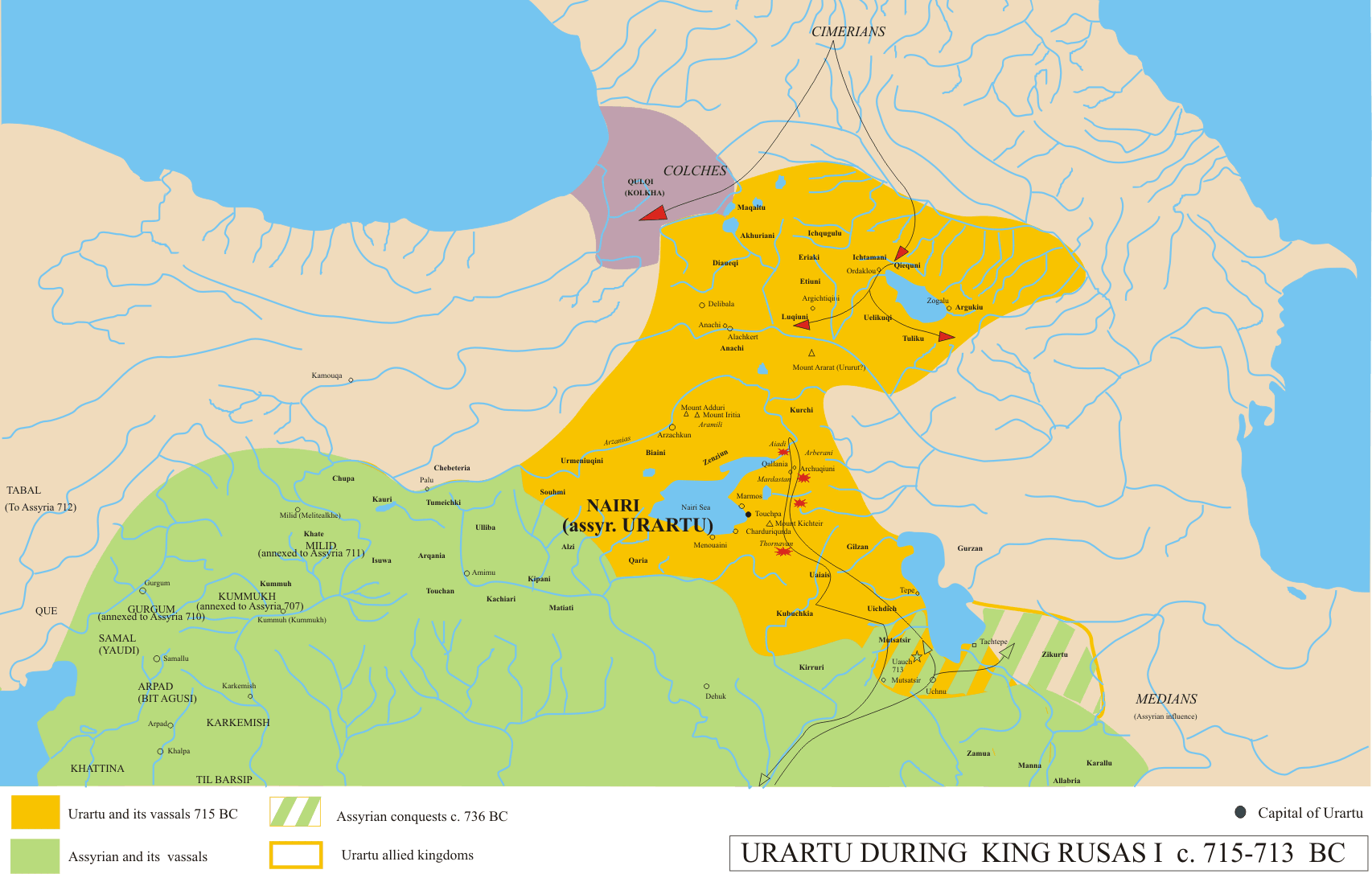
L'Urartu au moment de la campagne de Sargon II

  - huitième campagne de Sargon II ; raid de Sargon II contre le roi Rusa Ier d’Urartu. La ville de Musasir est pillée[5].
  - début du règne de Argishti II d’Urartu[5].
- 712 av. J.-C. : révolte en Palestine dirigée par Iamâni, roi d’Ashdod, suivie par le Moab, l’Édom et soutenue par l’Égypte. Sargon II, vainqueur, annexe l’Ashdod et pacifie le pays[12].
- 14 mars 711 av. J.-C. : éclipse totale de soleil[13].
- Vers 710 av. J.-C. : destruction d’Asinè (Argolide) par Argos, selon Pausanias[14]. Ses habitants auraient fondé une autre ville en Messénie.

## Naissances
- 712 av. J.-C. : Archiloque de Paros, premier poète lyrique grec (mort en 664 av. J.-C.).
- 1er janvier 711 av. J.-C. : l'empereur Jimmu (神武天皇, Jinmu Tennō), fondateur mythique du Japon (mort le 11 mars 585 av. J.-C. (à 126 ans)).